# 이동의즐거움
이동의즐거움(구 로카모빌리티)은 대한민국의 결제 전문 기업이다. 본사는 서울특별시 중구 다동 케이스퀘어시티 빌딩에 있으며, 교통카드, 대중교통 관련 인프라 구축 사업을 하고 있다.

## 연혁

### 1988년 ~ 1998년
이비카드의 전신은 인텍크산업으로서 1988년에 설립한 기업이다. 창업 초기에는 현재 보편적으로 쓰이는 마그네틱형 카드와 카드 리더기 등을 생산해 오다가 IC카드 등의 당시로써는 신기술에 해당하는 분야로도 진출하였고, 세계최초로 비접촉식 교통카드 시스템을 개발하였다. 1995년에 서울특별시에서 교통카드 시스템을 도입함에 따라서 1996년부터 서울버스카드(유패스)의 이용을 순차적으로 개시하였다. 그리고 1998년에는 경기도버스운송조합과 인천광역시버스운송조합에서 교통카드 시스템의 도입에 따라서 일부지역에서 교통카드를 이용할 수 있게 되었다. 당시 교통카드의 명칭은 경기교통카드(인천교통카드)였다. 그러나 같은 생활권인 서울과 경기, 인천의 교통카드가 전혀 호환이 되지 않아서 협의를 거쳐 1998년 9월부터 호환 사용이 가능하게 되었다.

### 1999년 ~ 현재
2000년 1월부터 서울 시내버스와 수도권 전철 간의 교통카드 호환이 이루어지면서 명실상부한 교통카드 시대가 열렸다. 하지만 경기/인천 버스조합에서 발매된 교통카드는 정산 수수료 문제로 협의가 결렬되어 지하철에서의 사용이 제한되었다. 이후 지하철역의 교통카드 충전기를 독점적으로 납품하였으며 무인 충전기도 개발하기도 하였다. 그해 6월, 이베스트카드(주)로 사명을 변경하였고, 2005년에 이베스트카드 → 이비로 사명을 다시 변경하였다.
2003년에 서울특별시 신교통카드 시스템 개발에 참여, 서울 시내버스 전 차량의 카드 단말기와 충전기를 교체했다. 2004년부터 한국스마트카드의 티머니 브랜드와 공동으로 '이비 티머니'를 출시, 마침내 경인 지역에서 판매되는 이비의 교통카드도 수도권 전철에서 사용할 수 있게 되었다.
2005년에 경기도에서 신 교통카드 시스템을 구축하여 경기도 내에서의 사업권을 갖게 되었다. 수원, 인천, 의정부, 원주 등의 교통카드 도입 후발도시에서 일부 사용되던 에이캐시 가 파산하자, 이용 지역을 통합해서 호환하였다.
하지만 2006년에 고급형 카드로 출시한 티모아(T-MOA)의 호환 협약 문제 때문에, 한때 수도권 전철과 서울 시내버스에서는 티모아를 이용할 수 없었다. 결국 협상 끝에 2006년 11월부터 티모아와 스마트 티머니의 서울 및 수도권 전철 상호 호환이 개시됐다.
교통카드 시스템을 이용한 전자결제 기능과 BMS(Bus management System)기능이 통합된 단말장치를 세계 최초로 개발하여 버스운행 정보를 한눈에 알 수 있도록 하였고, 추가로 버스승강장, 검침기등의 인프라 요소도 개발하고 있다.
최근 인천광역시 모든 버스에 교통카드, 지폐, 동전 모두를 수용하는 통합요금징수기를 구축하였고, 경기 지역에는 무인 충전기를 구축하여 기술 선도 기업으로서의 면모를 과시하고 있다.
2009년에는 강릉시를 시작으로 아직 교통카드제를 시행하지 않고 있던 강원도 내 기초지자체를 집중 공략하였다. 현재 강원특별자치도에서는 이비카드가 주 교통카드다.
2010년 5월 롯데그룹에 인수되어 계열사로 편입되었다. 이로써 모기업이 같은 롯데카드, 마이비와의 연계 사업을 할 수 있게 되며, 전국 통틀어 절반 이상의 시장을 확보하게 된다.(마이비 사업 지역 포함) 롯데그룹에서는 이비카드, 마이비, 하나로 3개 회사의 통합 교통카드 브랜드인 "캐시비"를 2010년 말에 런칭했다. 기존 MIFARE 마이비/하나로카드의 발행을 중지하고 출시한 캐시비는 티모아로 기반 카드 규격을 통일한 후, 롯데멤버스 마일리지를 장착했다.
2017년 9월 4일에는 팝 캐시비를 출시했고, 2020년 9월 16일에는 팝 캐시비에 선불카드 브랜드인 코나카드를 결합한 "캐시비 시그니처 카드"를 출시했다.
그러나 롯데그룹이 지주회사를 만드는 과정에서 롯데카드 및 롯데손해보험 등 금융 계열사들을 매각하기로 결정함에 따라, 2019년에 모기업인 롯데카드가 사모 펀드인 MBK파트너스에 팔리면서 롯데그룹에서 계열 분리됐다. 본사도 서울특별시 동작구 신대방동 롯데타워에서 서울특별시 중구 다동 청계천변의 케이스퀘어시티 빌딩(옛 한국씨티은행 본점 건물)으로 이전했다. 이에 따라 이비카드는 2021년 4월 16일에 "로카모빌리티"로 사명을 변경했다. 그리고 2022년 5월 9일에 선불카드를 겸하는 선불교통카드인 "로카 M 카드"를 출시했다. RF/NFC로 충전하는 것은 같지만, 충전한 금액을 교통 외 가맹점에서 이용했을 때에는 RF식 결제가 아닌 일반적인 IC단말기에 꽂아서 쓰는 특이한 방식이다. 롯데 계열에서 분리된 후 출시한 카드라서, 로카M카드에는 엘포인트가 장착되지 않는다.
그러나 롯데카드의 재매각이 계속 지연되자 MBK파트너스는 로카모빌리티를 롯데카드에서 분리하여 다시 매각하기로 하고, 2023년 5월 23일 사모 펀드인 맥쿼리자산운용에 로카모빌리티를 분리 매각했다.
맥쿼리 계열 사모펀드에 넘어간 후, 2023년 11월 9일에 로카모빌리티에서 이동의즐거움으로 사명을 다시 바꿨다. 동시에 캐시비를 "이즐" 브랜드로 변경했다.
롯데 계열에서 분리된 여파로, 캐시비 시절부터 이어져 왔던 교통카드 이용 금액의 엘포인트 적립 서비스를 2024년 12월 31일을 마지막으로 종료한다.

## 사업 분야

### 교통카드 시스템인프라 구축
해당하는 도시나 기업에서 교통카드 사업이 필요할 때 관련한 솔루션을 해 주고 버스 단말기, 충전기, 운행 및 지불 정보 등의 데이터 수집 시스템, 실시간 버스 운영관리 시스템, 통신 등의 교통카드 사업에 필요한 시스템을 구축, 관리하고 있다. 이것은 교통카드 사업과 별개로 타 교통카드 사업자가 교통카드 사업을 영위하기 위한 시스템을 구축하는 것이다. 이비는 교통카드 단말기도 만들고 있으며, 롯데그룹의 마이비카드·이비카드 인수 및 캐시비 런칭 이후 몇몇 마이비카드 사용 지역에서 캐시비와 마이비카드의 호환 사용을 위해 이비에서 만든 단말기로 교체하는 경우가 있다.

#### 구축 지역 및 기업
- 경기도 버스운송사업조합
- 인천광역시 버스운송조합(통합형 요금징수시스템)
- 서울특별시 버스운송조합(시내버스 신교통카드 시스템 구축)[14]
- 부산광역시 시내버스[15]
- 충청남도 시내버스[16]
- 충청북도 시내버스(제천시내버스 제외)[17]
- 강원특별자치도 시내버스(원주시내버스, 횡성농어촌버스 제외)
- 전라남도 곡성농어촌버스, 영광농어촌버스, 완도농어촌버스, 장흥농어촌버스, 진도농어촌버스
- 전라남도 순환관광버스(금호고속)
- 울산시내버스
- 경상남도 창원시내버스, 진주시내버스, 의령농어촌버스
- 경상북도 경주시내버스
- 경기시외버스(2007년식), 강원시외버스, 충청시외버스, 전라시외버스, 경북시외버스, 경남시외버스(경남고속)
- 공항철도 교통카드 결제 처리 시스템
- 인천, 경기 ,강원{강릉콜, 강릉개인택시{위성콜}, 강릉친절콜{일부는 장착이 안되어있음})택시카드결제 시스템
- 여수시 현금인식요금함
- 창원시 현금인식요금함

## 사진

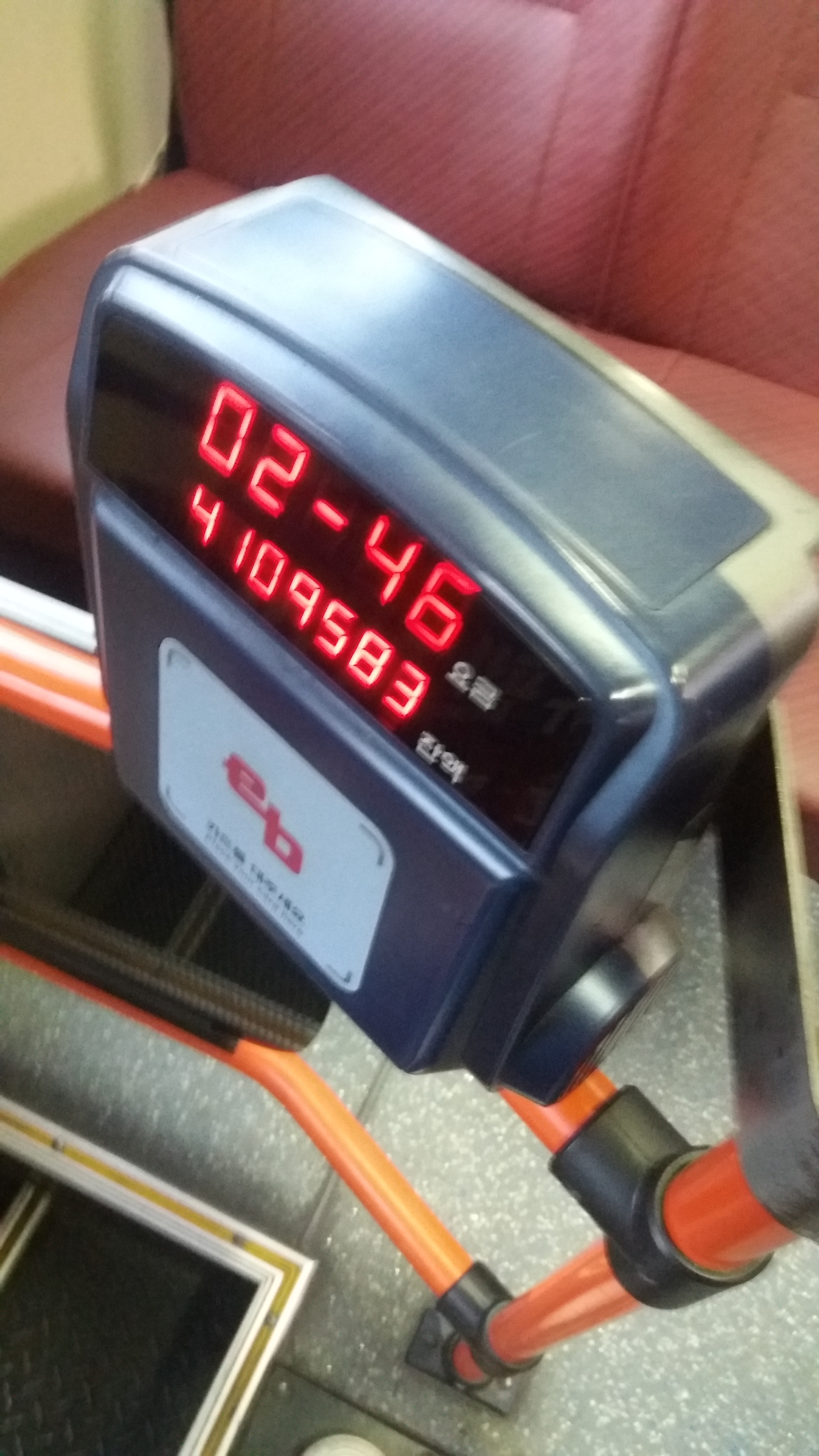
이비카드 버스 단말기

## 같이 보기
- 유패스
- 마이비
- 캐시비